# Iwin (gromada)
Iwin – dawna gromada, czyli najmniejsza jednostka podziału terytorialnego Polskiej Rzeczypospolitej Ludowej w latach 1954–1972.
Gromady, z gromadzkimi radami narodowymi (GRN) jako organami władzy najniższego stopnia na wsi, funkcjonowały od reformy reorganizującej administrację wiejską przeprowadzonej jesienią 1954 do momentu ich zniesienia z dniem 1 stycznia 1973, tym samym wypierając organizację gminną w latach 1954–1972.
Gromadę Iwin z siedzibą GRN w Iwinie utworzono – jako jedną z 8759 gromad na obszarze Polski – w powiecie szczecineckim w woj. koszalińskim na mocy uchwały nr 43/54 WRN w Koszalinie z dnia 5 października 1954. W skład jednostki weszły obszary dotychczasowych gromad Iwin, Storkowo, Kusowo i Trzebiechowo ze zniesionej gminy Grzmiąca oraz obszary dotychczasowych gromad Przeradz, Radomyśl i Nowy Chwalim ze zniesionej gminy Barwice w tymże powiecie. Dla gromady ustalono 19 członków gromadzkiej rady narodowej.
31 grudnia 1968 z gromady Iwin wyłączono: a) wieś Nowy Chwalim, włączając ją do gromady Barwice; b) wsie Przeradz i Radomyśl, włączając je do gromady Parsęcko; c) wieś Kusowo, włączając ją do gromady Wierzchowo – w tymże powiecie, po czym gromadę Iwin zniesiono, a jej (pozostały) obszar włączono do gromady Grzmiąca tamże.